# Henryk Kara
Henryk Kara (ur. 2 marca 1923, zm. 3 lutego 1994) – polski architekt i urbanista.

## Życiorys
W 1950 ukończył studia na Wydziale Architektury Wyższej Szkoły Inżynierskiej w Poznaniu. Pracował w poznańskim Miastoprojekcie. Został pochowany na Cmentarzu Junikowo w Poznaniu.

## Dzieła
Dzieła:
- współautor zabudowy Placu Wielkopolskiego w Poznaniu,
- zabudowa ulicy Działowej w Poznaniu,
- współprojektant architektury i urbanistyki osiedli Klina Dębieckiego w Poznaniu (od 1959), a także osiedla Raszyn,
- budynki wielorodzinne na ul. Ratajczaka w Poznaniu,
- budynek Urzędu Wojewódzkiego w Zielonej Górze[2].